# Kaputte Lieder über eine heile Welt
Kaputte Lieder über eine heile Welt ist das zweite Studioalbum des Schweizers Alfred Flury, eines Sängers des Genres des Neuen Geistlichen Lieds, das 1972 auf Schallplatte veröffentlicht wurde und neun Titel umfasste. Dieses Album konnte sich nicht in den Charts platzieren. Singleauskopplungen wurden keine produziert.

## Schallplattenhülle
Auf der Schallplattenhülle ist der hockende und Gitarre spielende Alfred Flury zu sehen, der eine helle Hose, ein schwarzes Oberteil und eine silberne Kette trägt.

## Veröffentlichung
Das Album wurde in den Musiklabels Metronome Records und Musicalino, jeweils unter der Katalognummer MMLP 43.001, auf Schallplatte in Deutschland veröffentlicht. Die Veröffentlichung geschah unter der Rechtegesellschaft Gesellschaft für musikalische Aufführungs- und mechanische Vervielfältigungsrechte.

## Titelliste
Das Album beinhaltet folgende neun Titel:
- Seite 1

1. Vielleicht wachsen einmal die Berge
2. 17 Jahre ging er zur Schule
3. Du hast deinen Sohn verloren
4. Die Antwort weiß allein der Wind

- Seite 2

1. Ahnengalerie
2. Die Sieger verteilen die Beute
3. Und als der schöne Tag begann
4. Spiel’ mir nicht das Lied vom Tod
5. Der Mensch braucht die Illusion